# Friedrich Glasl
Doktor Friedrich Glasl (født 23. maj 1941 i Wien) er en østrisk økonom og konfliktforsker. Han er en ekspert inden på studiet omkring konflikthåndtering. Han er bedst kendt for sin PhD omkring konfliktundgåelse og fredsbevarelse. Han har arbejdet for en tysk NPI, for organisatorisk udvikling siden 1967, og har holdt fordrag omkring konflikt ved Salzburg Universitet siden 1985. Han har skrevet mange bøger, heriblandt Enterprise of the future.
I 2014 blev han tildelt Sokrates Award for Mediation af Centre for Mediation i Køln.